# Коломієць Віталій Валентинович
Віта́лій Валенти́нович Коломі́єць (21 травня 1970-29 серпня 2014) — солдат резерву, Міністерство внутрішніх справ України, учасник російсько-української війни.

## Короткий зміст
Народився 1970 року в смт Стеблів (Корсунь-Шевченківський район, Черкаська область). 1987 року вступив до танкового училища. В 1990—1994 роках працював у МВС, по тому — приватний підприємець.
Брав активну участь у Революції Гідності; у квітні 2014 року став членом ВО «Свобода».
Старший стрілець-кулеметник, 2-й батальйон спеціального призначення НГУ «Донбас».
29 серпня 2014 року загинув під час виходу з оточення під Іловайськом.
Вдома залишилися мама (батько, полковник у відставці, помер 2011-го), три доньки (1995, 1999 і 2004 р.н.). Похований 10 вересня 2014 року на головній алеї Сухоярського цвинтаря Білої Церкви.

## Нагороди і вшанування пам'яті
За особисту мужність і героїзм, виявлені у захисті державного суверенітету та територіальної цілісності України, вірність військовій присязі під час російсько-української війни нагороджений
- орденом «За мужність» III ступеня (27.11.2014, посмертно).
- У 2017 році у місті Біла Церква вулицю Чайковського друга перейменували на вулицю Віталія Коломійця.
- Його портрет розміщений на меморіалі «Стіна пам'яті полеглих за Україну» у Києві: секція 4, ряд 3, місце 10
- Іловайський Хрест (посмертно)
- Почесний громадянин міста Біла Церква (посмертно)[2]